# Vogelschmeiß-Spanner

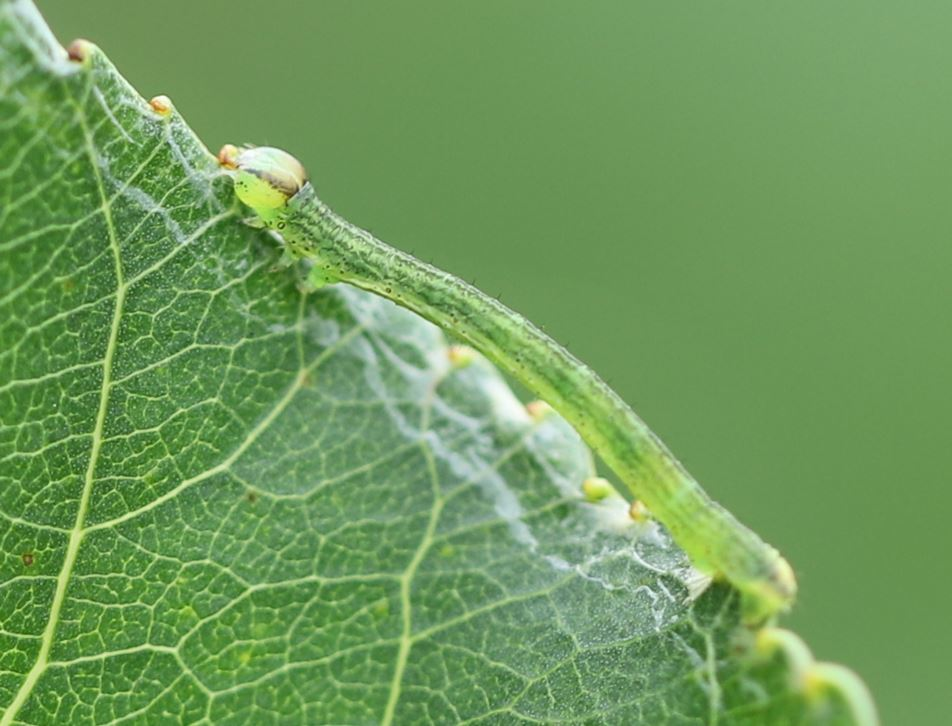
Jungraupe im September an Schwarzpappel

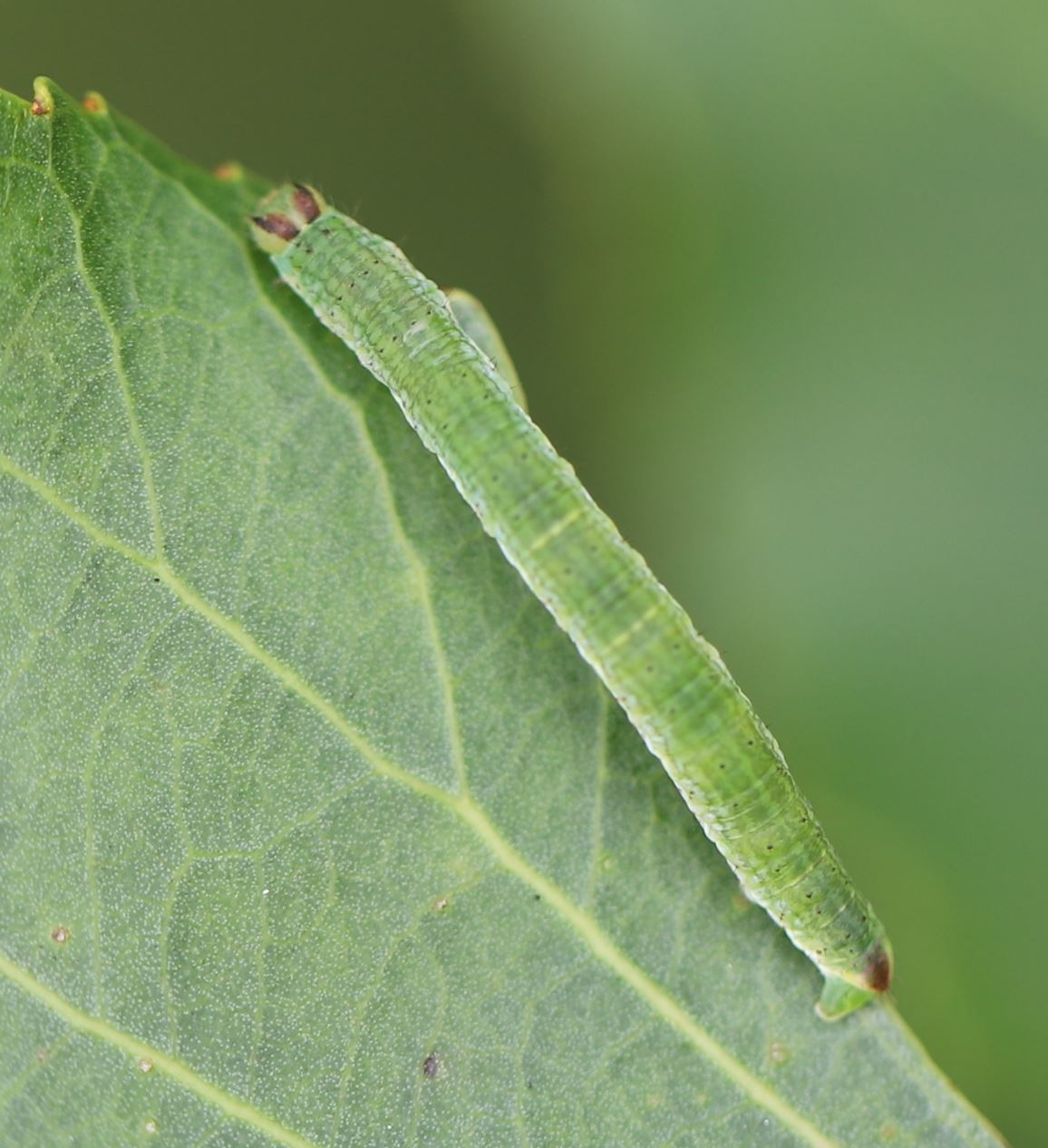
Ausgewachsene Raupe im September an Schwarzpappel

Der Vogelschmeiß-Spanner (Lomaspilis marginata) ist ein Schmetterling (Nachtfalter) aus der Familie der Spanner (Geometridae). Er wird auch als Saumspanner, Schwarzrandspanner, Schwarzfleckenspanner oder Schwarzrand-Harlekin bezeichnet.

## Merkmale
Der Vogelschmeiß-Spanner ist ein relativ kleiner Nachtfalter mit einer Flügelspannweite von 30 bis 38 Millimetern. Er zählt zu den wenigen Spannern, die auch am Tag aktiv sind. Die Flügelzeichnung ist charakteristisch und kann mit keinem anderen Falter verwechselt werden. Die Flügel besitzen eine weiße, gelegentlich gelbliche Grundfärbung und sind dunkelbraun bis fast schwarz gesäumt. Das Fleckenmuster des Saums ist variabel. Das Aussehen erinnert an Vogelkot und dient der Tarnung.

## Verbreitung
Der Vogelschmeiß-Spanner ist in seinen Verbreitungsgebieten häufig, er kann in Mittel- und Nordeuropa sowie in der Laubwaldzone Asiens beobachtet werden.

## Lebensweise
Raupenfutterpflanzen sind unter anderem Pappel (Populus spec.), Weiden (Salix spec.), Birke (Betula spec.) und Hasel (Corylus spec.). Die Art überwintert als Puppe im Erdboden.

## Flug- und Raupenzeiten
Es werden zwei Generationen gebildet, die vom Frühling bis in den Hochsommer fliegen. In höheren Lagen tritt nur eine Generation in Erscheinung.